# فهرست نقض داده‌های کاربران ایرانی
هک اطلاعات کاربران ایرانی شامل نشت و هک شدن اطلاعات کاربران و مشترکان سازمان‌ها و سرویس‌دهنده‌های اینترنتی در ایران می‌شود. در سال‌های اخیر اطلاعات ۸۰ میلیون شهروند ایرانی از سرورهای سازمان ثبت احوال، میلیون‌ها کاربر ایرانی توسط نسخه‌های غیررسمی اپلیکیشن تلگرام، پنج میلیون کاربر سیب اپ لو رفته، به سرورهای سایت فروش بلیط علی‌بابا حمله شده و اطلاعات ۵/۵ میلیون کاربر اپراتور رایتل لو رفت.
اطلاعات لو رفته را می‌توانند در موارد مختلفی از جمله برای کلاهبرداری، فیشینگ یا ثبت‌نام در سایت‌ها از اطلاعات دزدی شده سوءاستفاده کنند. دزدی پول یا دزدی اطلاعات خصوصی کاربران و هک شدن حساب‌های مختلف از دیگر سوءاستفاده‌های احتمالی‌ست.

## دلایل
یکی از مسائلی که به این نفوذها دامن زده‌است فیلترینگ در ایران است. کاربران ایرانی برای دور زدن فیلترینگ از برنامه‌های مختلف استفاده می‌کنند. این برنامه‌ها در بسیاری از موارد می‌توانند ناامن باشند. از مواردی که به نشت اطلاعات مخصوصاً در سازمان‌ها دولتی ایرانی انجامیده ضعف ساختاری امنیت در شبکه‌های داخلی، نبود کارشناسان امنیت شبکه و کهنه بودن تجهیزات اداری است. بسیاری از اداره‌ها، شرکت‌ها و سازمان‌های دولتی و خصوصی نیز، به گفته مقام‌های ایران، یا اساساً کارشناس امنیتی ندارند یا برای کاهش هزینه، افراد غیرمتخصص را به خدمت می‌گیرند.
همچنین استفاده از سیستم‌های قدیمی و به روز نشده که مدت‌هاست دیگر به‌روزرسانی امنیتی نمی‌شود از دیگر دلایل آن است. یکی دیگر از کاستی‌ها برای حفظ امنیت داده‌های مردم نیز خود قانون است چرا که در زمان هک شدن و پخش اطلاعات کسی شرکت مربوط را جریمه یا بازخواست نمی‌کند که چرا اطلاعات مردم رمزگذاری یا حداقل محافظت نشده‌است.

## فهرست
فهرست زیر شامل مواردی از نقض داده کاربران ایرانی می‌شود که در گزارش‌های خبری و بیانیه‌های رسمی تأیید شده است.
| هدف                   | تاریخ            | تعداد      | نوع خدمات        | روش         | منابع               |
| --------------------- | ---------------- | ---------- | ---------------- | ----------- | ------------------- |
| بانک‌های ایرانی        | ۲۶ فروردین ۱۳۹۱  | ۳٬۰۰۰٬۰۰۰  | بانکی            | هک          | [ ۳ ] [ ۴ ]         |
| ایرانسل               | ۲۷ خرداد ۱۳۹۳    | ۳۷٬۰۰۰٬۰۰۰ | اپراتور          | هک          | [ ۵ ] [ ۶ ] [ ۷ ]   |
| بانک صادرات ایران     | ۱۹ فروردین ۱۳۹۹  | ۶۳٬۰۰۰٬۰۰۰ | بانکی            | هک          | [ ۸ ]               |
| تلگرام                | ۱۲ فروردین ۱۳۹۹  | ۴۲٬۰۰۰٬۰۰۰ | پیام‌رسان         | هک          | [ ۹ ] [ ۱۰ ] [ ۱۱ ] |
| سیب‌اپ                 | ۱۴ فروردین ۱۳۹۹  | ۵٬۰۰۰٬۰۰۰  | فروشگاه نرم‌افزار |             | [ ۱۲ ]              |
| سازمان ثبت احوال      | ۱۴ فروردین ۱۳۹۹  | ۱۰٬۰۰۰٬۰۰۰ | هویتی            | حفرهٔ امنیتی | [ ۱۳ ]              |
| پونیشا                | ۱ تیر ۱۳۹۹       | ۷۸۶٬۰۰۰    | کاریابی          |             | [ ۱۴ ]              |
| رایتل                 | ۱۴ خرداد ۱۳۹۹    | ۵٬۵۰۰٬۰۰۰  | اپراتور          | هک          | [ ۱۵ ]              |
| تقویم اذان‌گوی باد صبا | ۲۴ دی ۱۳۹۹       | ۴٬۲۰۰٬۰۰۰  | تقویم            |             |                     |
| بانک ملت              | ۲۲ اردیبهشت ۱۴۰۰ | ۳۰٬۰۰۰٬۰۰۰ | بانکی            | هک          | [ ۱۶ ]              |
| پلیس راهور            | ۳۱ تیر ۱۴۰۰      | ۱۳٬۶۰۰٬۰۰۰ | هویتی            |             | [ ۱۷ ]              |
| بانک ملی              | ۱۲ دی ۱۴۰۰       | ۶۹٬۹۰۰٬۰۰۰ | بانکی            | هک          | [ ۱۸ ]              |
| اینستاگرام            | ۴ اسفند ۱۴۰۰     | ۴۰٬۰۰۰٬۰۰۰ | شبکهٔ اجتماعی     |             | [ ۱۹ ]              |
| تپسی                  | ۱۱ شهریور ۱۴۰۲   | ۲۹٬۹۰۰٬۰۰۰ | حمل‌ونقل          |             | [ ۲۰ ]              |
| اسنپ‌فود               | ۹ دی ۱۴۰۲        | ۲۰٬۰۰۰٬۰۰۰ | خرید آنلاین      | هک          | [ ۲۱ ]              |
| بانک سپه              | ۲۴ اسفند ۱۴۰۳    | ۴۲،۰۰۰،۰۰۰ | بانکی            | هک          |                     |

### ایرانسل
ابتدا روزنامه اعتماد از احتمال افشای اطلاعات «چندین میلیون نفر» حدود ۲۰ میلیون یعنی حدود ۷۵ درصد از کل مشترکان ایرانسل در ایران خبر داده بود. معاون حقوقی و بین‌الملل در پلیس فتا، روز شنبه، ۱۲ تیر، اعلام کرد که با شکایت اپراتور، پلیس فتا به دنبال «انتشاردهنده اطلاعات ۲۰ میلیون مشترک» ایرانسل است. مشترکان ایرانسل از روز پنج‌شنبه ۱۰ تیر با یک ربات تلگرامی با نام mtnprobot روبه‌رو شدند که در صورت وارد کردن یک شماره تلفن ایرانسل در آن اطلاعات خصوصی صاحب شماره مانند نام، نام خانوادگی، کد ملی، شهر محل سکونت، آدرس منزل و کد پستی را دریافت می‌کردند. این ربات حدود ۲۰ ساعت فعال بوده و اطلاعات پیش‌شماره‌های ۰۹۳۵ تا ۰۹۳۹ ایرانسل را در صورت درخواست مشترکان در اختیار آنها قرار می‌داده‌است.
خبرگزاری رسمی جمهوری اسلامی، ایرنا، اعلام کرد که این اطلاعات از دو سال پیش به سرقت رفته بود. شرکت ایرانسل سرقت این اطلاعات را پنهان کرده و خبری در این باره منتشر نشده بود.
این اطلاعات در سال ۹۲ لو رفته و در قالب فایل اکسل تا سه میلیون تومان خرید و فروش می‌شده‌است.— ایرنا
این دیتابیس تنها شامل مشترکان کدهای ۰۹۳۵، ۰۹۳۶، ۰۹۳۷، ۰۹۳۸ و ۰۹۳۹ که قبل از سال ۹۳ سیم‌کارت خریدند، بود و نسخه‌های ویندوزی، اندروید و حتی فایل‌های دیتابیس Access شامل اطلاعات کاربران ایرانسل در اینترنت منتشر شد و در اختیار بسیاری از افراد قرار گرفت.
هکر مدعی شده پیش از انتشار این ابزار، اخطارهای لازم را مبنی بر وجود یک حفره در سامانه حساب‌های کاربری این شرکت داده‌است اما از آنجا که ایرانسل توجهی به این هشدار نداشته، ناچار به انتشار این ابزار به صورت عمومی شده‌است.
خبرگزاری فارس از قول ایرانسل در این باره نوشت: 
 «پیرو پرسش‌های مطرح شده از جانب برخی رسانه‌ها مبنی بر نفوذ به سامانه کنترل حساب اینترنتی ایرانسل به اطلاع می‌رساند یک حمله هکری در مراحل ابتدایی توسط تیم کارشناسان امنیت شبکه ایرانسل شناسایی و دفع شده‌است.»— ایرانسل

هکری که توانسته بود به ecare نفوذ کند پیغامی را منتشر کرد و در آن داستان را به نحوی شرح داد تا ابعاد بیشتری از آن را مشخص کند. مضمون پیام اینگونه است: 
من این باگ را اکسپلویید و عمومی کردم تا شما به هوش بیایید تا باگ را فیکس کنید، درصورت فیکس نشدن باگ تا ۶/۱۱/۹۵ ورژن دو برنامه عمومی می‌شود که با آن می‌توان به تمام شماره‌ها دسترسی داشت، رکس پراگ به شما هشدار داد که این باگ را افرادی مثل من می تونن پیدا کنن و اطلاعات مردم را به خطر بندازند ولی اهمیت ندادید، تا ۶/۱۱/۹۵ فرصت دارید باگ را فیکس کنید به هر طریقی، رکس پراگ اعلام همکاری کرد پس می تونید از آن هم استفاده کنید.— روزنامه اعتماد

### مرکز آمار
- سایت مرکز آمار ایران هک شد.[۲۵][۲۶][۲۷]

### سازمان ثبت اسناد کشور
سایت سازمان ثبت اسناد کشور هک شد.

### بانک
سال ۹۲ نیز اطلاعات سه میلیون کارت بانکی در ایران روی یک وبلاگ منتشر شده بود.
- نفوذ به سیستم اطلاعاتی بانک‌های ملت، تجارت و سرمایه[۳۱]
- اطلاعات ۶۳ میلیون مشتری بانک صادرات فاش شد.[۸]
- اردیبهشت ۱۴۰۰ اطلاعات هویتی ۳۰ میلیون مشتری بانک ملت از طریق هک شدن شرکت «به پرداخت ملت» به سرقت رفت.[۱۶][۳۲]

حمله گروه کد بریکرز به بانک سپه

### علی بابا
تعدادی از سرورهای علی‌بابا مورد حمله هکرها قرار گرفته و به برخی از اطلاعات کاربران و سورس‌کدها دسترسی پیدا کردند.

### رایتل
این اطلاعات شامل اسم، کد ملی، شماره تلفن، آدرس و کد پستی مشترکان بود و در اینترنت برای فروش قرار گرفت.
- هک شدن مرکز داده‌های شرکت خدمات ارتباطی رایتل و لو رفتن اطلاعات ۵ میلیون و ۵۰۰ هزار مشترک.[۳۷][۱۵]

### ثبت احوال
- روایت ثبت احوال از ماجرای سرقت اطلاعات هویتی ۱۰ میلیون ایرانی.[۱۳][۳۸][۳۹][۴۰][۴۱][۴۲][۴۳]

### تپسی
مؤسسه امنیت سایبری مستقل با نام Security Discovery گزارش کرد که توانسته به دلیل نقص امنیتی در پایگاه داده یکی از سرویس‌های تاکسی اینترنتی داخل کشور به اطلاعات بیش از ۶٫۸ میلیون کاربر ایرانی این سرویس دست پیدا کند. اطلاعاتی که در این سرویس توسط این تیم کلاه سفید کشف شده شامل نام و نام خانوادگی، شماره ملی ۱۰ رقمی راننده، شماره تلفن همراه و همچنین یک تاریخ که به نظر مربوط به فاکتور صورتحساب‌های راننده‌های این سرویس باشد است.

شرکت تپسی با صدور اطلاعیه‌ای با تأیید هک شدن یکی از سرورهای خود اعلام کرد: 
بخشی از اطلاعاتی که در اینترنت درز پیدا کرد مربوط به فاکتور سفرهای رانندگان این شرکت است.— تپسی
محمدجواد آذری جهرمی وزیر ارتباطات و فناوری اطلاعات نیز در توییتی گزارش منتشر شده در مورد آسیب‌پذیری در نگهداری اطلاعات یک شرکت را تأیید کرد و آن را هشداری جدی برای کسب وکارهای اینترنتی دانست.

### تلگرام
پس از فیلترینگ مقطعی تلگرام در دی‌ماه سال ۱۳۹۶ و سپس فیلتر دوباره آن در ۱۰ اردیبهشت سال ۹۷ که تا امروز ادامه یافته، در کنار پیام‌رسان‌های داخلی، نسخه‌های غیررسمی تلگرام رشد کردند، اگرچه کارشناسان امنیتی بارها استفاده از نسخه‌های غیررسمی را منع کردند ولی شماره تلفن و شناسه‌های کاربری ۴۲ میلیون کاربر ایرانی تلگرام از طریق نسخه‌های غیررسمی جمع‌آوری شده و برای فروش در بازار سیاه قرار گرفت.
اپلیکیشن‌های هاتگرام و تلگرام طلایی بدون فیلترشکن مورد استفاده قرار می‌گرفتند که از نظر امنیتی امکان شنود کل چت‌ها و اطلاعات در این اپلیکیشن‌ها وجود داشت. بر اساس اطلاعات وب‌سایت Comparitech، این داده‌ها توسط گروهی به نام «سامانه شکار» روی سرور Elasticsearch قرار گرفته که برای دسترسی به آن هیچ‌گونه رمز عبور و احراز هویتی لازم نبوده‌است. بر اساس ادعای فروشنده این اطلاعات مربوط به ۴۲ میلیون کاربر ایرانی تلگرام و حاوی اطلاعات ذیل می‌باشد که به مبلغ ۵۰۰ دلار برای فروش عرضه شده‌است:
- نام و نام خانوادگی که هنگام ثبت نام در تلگرام استفاده شده
- شماره تلفن فعال روی تلگرام
- نام کاربری
- آی دی تلگرام
- عکس‌های پروفایل

«باب دیاچنکو» (Bob Diachenko)، پژوهشگر امنیت سایبری این دیتابیس را در سطح وب کشف کرد. این گزارش اولین بار توسط وب‌سایت «Comparitech» منتشر شد.

### سامانه ثنا
در پی پخش خبری مبنی بر هک سامانه ثنای قوه قضاییه در فضای مجازی، این خبر را تکذیب کرد. طبق قانون آیین دادرسی کیفری مراجعان قوه قضاییه موظف هستند اطلاعات خود را از جمله کد پستی و شماره همراه خود با ثبت‌نام در سامانه ثنا (ثبت نام در سامانه ابلاغ الکترونیک) در اختیار دستگاه قضا قرار دهند سپس برای احراز هویت کد ثبت نامی خود را به دفاتر خدمات قضایی ارائه می‌دهند و پس از احراز هویت صاحب حساب کاربری شده و با استفاده از نام کاربری و رمز عبور خود می‌توانند به سامانه ابلاغ مراجعه کرده و ابلاغ‌های خود را مشاهده کنند که مشاهده یا عدم مشاهده توسط فرد نیز توسط سامانه ثبت می‌شود. www.sana.adliran.ir نشانی این سامانه است.

بانک سپه
در ۲۴ اسفند ۱۴۰۳، گروه هکری Codebreakers ادعا کرد به سیستم‌های بانک سپه نفوذ کرده و ۱۲ ترابایت داده محرمانه شامل اطلاعات کامل مشتریان از سال ۱۳۰۴ تا ۱۴۰۳ را سرقت کرده است. این گروه همچنین مدعی شد داده‌های بانک‌های قوامین، انصار، مهر اقتصاد، حکمت، کوثر و ثامن را نیز در اختیار دارد.  
جزئیات داده‌های لو رفته:
- اطلاعات شخصی (نام، کد ملی، آدرس، شماره تماس)  
- تاریخچه تراکنش‌های مالی  
- موجودی حساب‌های بانکی (لیست ۱۰۰ مشتری با بیشترین موجودی منتشر شد)  
- جزئیات حساب‌ها و رمزهای عبور ضعیف سیستم داخلی بانک  
واکنش‌ها:
- گروه هکری قیمت فروش کل داده‌ها را ۴۲ میلیون دلار تعیین کرده است.  
- بخشی از اطلاعات (۵۰۰ هزار رکورد) به صورت رایگان در فضای مجازی منتشر شده است.  
- تاکنون پاسخ رسمی از بانک سپه یا نهادهای امنیتی ایران منتشر نشده است.  